# Catxalot pigmeu

Anatomia del cap

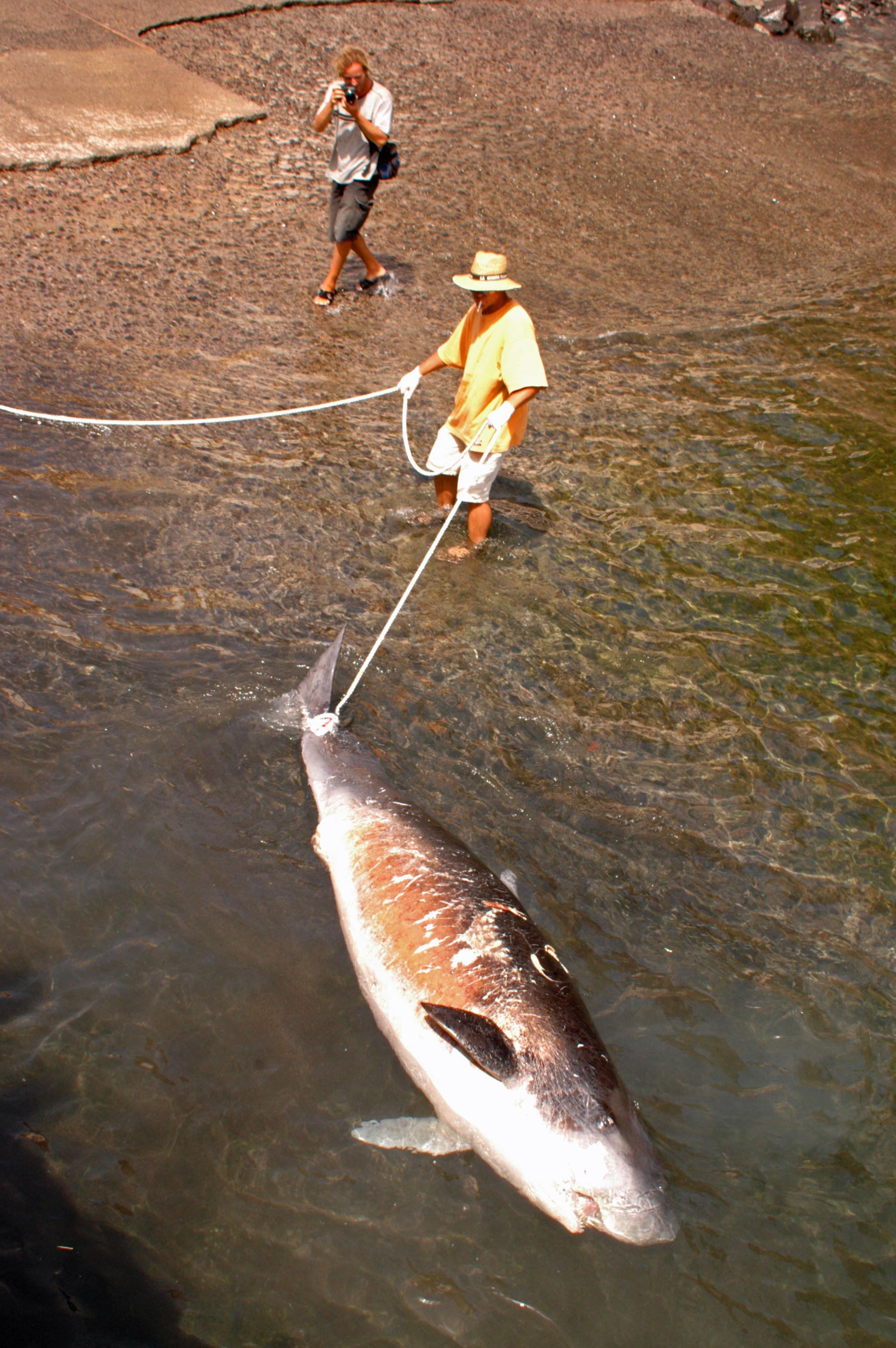
Exemplar mort trobat a l'illa de La Gomera

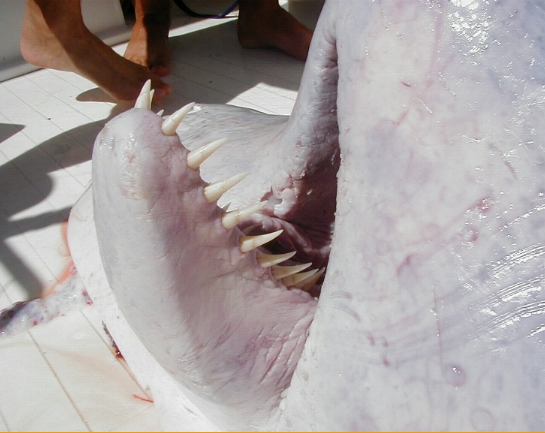
Dents de la mandíbula inferior

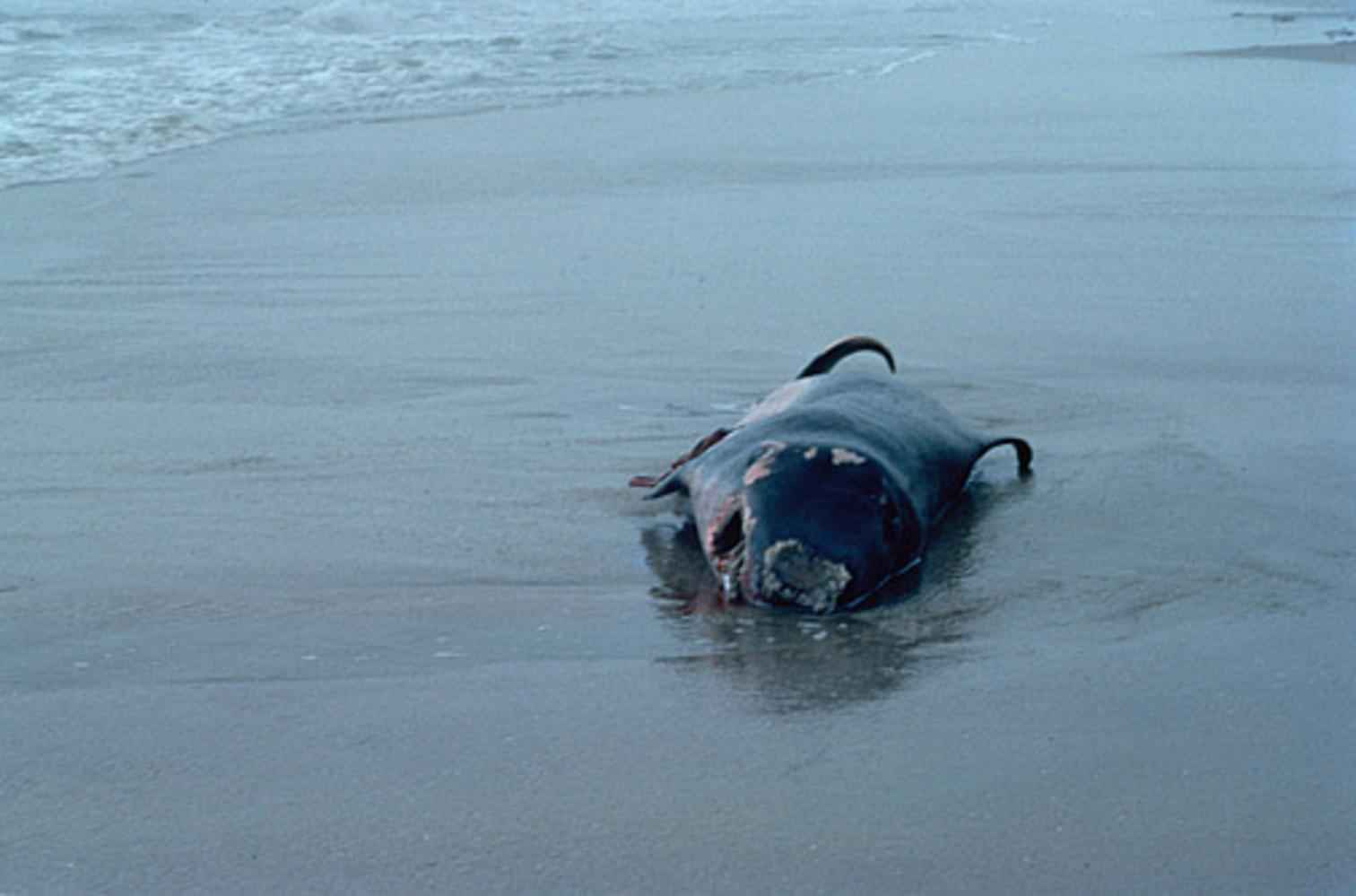
Exemplar encallat a una platja.

El catxalot pigmeu (Kogia breviceps) és un cetaci odontocet pertanyent a la família dels kògids.

## Taxonomia
Temps enrere, hi hagué una certa controvèrsia quant a la correcta classificació del catxalot pigmeu i el catxalot nan (Kogia sima), ja que es considerava que pertanyien a la mateixa espècie fins que el 1966 un científic de la Smithsonian Institution els va identificar com a espècies separades.

## Descripció
La seua talla mitjana està generalment compresa entre 3 i 3,5 metres, mentre que la màxima no ultrapassa els 4. El pes mitjà dels adults és al voltant dels 400 kg. Presenta un cos robust, més proper al dels delfínids que al dels catxalots (amb excepció del cap). El seu cap, de forma molt menys massiva (amb relació al cos) que en el catxalot, presenta una part frontal amb un perfil angular molt semblant. La part superior perllonga horitzontalment la línia del cos i forma un angle agut amb la part anterior. La compressió lateral del cap entre l'ull i l'extrem dona al conjunt la forma d'una proa grollerament arrodonida. En la cria nounada, el sortint frontal presenta un perfil regularment convex anàleg al de la marsopa comuna. La forma del cap fa que s'assembli al catxalot, però se'n diferencia fàcilment per la talla i l'aleta dorsal. L'espiracle, situat a la part més alta del cap i a l'esquerra de la línia mitjana, té la forma d'un croissant amb la concavitat orientada cap enrere i cap a la dreta. La mandíbula inferior (estreta i molt curta) es troba clarament per darrere de l'extrem del cap. Les dents són presents només a la mandíbula inferior, en té 12-16 a cada costat (rarament 10-11), són molt altes (fins a 3 cm) i lleugerament incurvades cap enrere. L'aleta dorsal (relativament petita) té una concavitat feble posterior, la qual s'eleva al principi de la meitat posterior del cos. Les aletes pectorals, petites, tenen forma lanceolada. La coloració general del cos és fosca, de color marró molt fosc a la part dorsal, més clara als flancs i a l'àrea inferior de les pectorals. La part ventral és blanquinosa des de l'extrem de la mandíbula inferior fins a l'anus. Presenta de 50 a 55 vèrtebres, 12-14 costelles a cada costat (encara que aquestes darreres no són necessàriament simètriques) i l'os hioide és inusualment gros (presumiblement, té un paper important en la manera d'alimentar-se d'aquesta espècie). L'estómac té 3 cambres: la primera no és glandular i s'obre directament a la segona, la qual sí que està revestida de glàndules digestives. Un tub estret s'estén des de la segona fins a la tercera cambra -també glandular- i connecta, a través d'un esfínter, amb el duodè. Tot i que la fermentació del material alimentari aparentment es produeix a l'intestí prim, no hi ha presència del cec. La duramàter del cervell conté una important concentració de cristalls de magnetita, la qual cosa suggereix que aquesta espècie pot nedar i orientar-se ajudant-se de la magnetorecepció.

## Reproducció
Hom creu que el seu període d'aparellament té lloc cap a finals d'estiu, mentre que els naixements es produeixen a la primavera (després d'una gestació de 9 mesos). El nounat mesura al voltant d'1,10 m i el seu període d'alletament és d'1 any. La llet de les femelles sembla que conté menys greix i lactosa que la majoria de les llets dels altres cetacis.

## Alimentació i depredadors
L'estudi del contingut dels estómacs de catxalots pigmeus encallats suggereixen que aquesta espècie es nodreix de cefalòpodes i, més rarament, de peixos i crancs. A Sud-àfrica, la seua dieta comprèn 67 espècies diferents i sembla que s'alimenta en aigües més fondes que les freqüentades pel catxalot nan (Kogia sima). Caça les seues preses per ecolocalització i les freqüències que empra majoritàriament són d'ultrasons que poden arribar a un màxim de 125 kHz. Quant als seus depredadors, sembla que el tauró blanc (Carcharodon carcharias) n'és l'únic.

## Distribució
Aquesta espècie és cosmopolita: és un endemisme de les aigües tropicals i càlides dels oceans Pacífic, Atlàntic i Índic, però mostra una tolerància tèrmica relativament àmplia. A l'Atlàntic nord, les principals concentracions es troben a la costa sud-est dels Estats Units. Se'n coneixen només deu encallaments a les costes europees: 1 als Països Baixos, 1 a Irlanda, 6 a França (2 a Bretanya i 4 al Charente Marítim) i 2 a Portugal. Fòssils d'aquesta espècie han estat trobats a dipòsits del Miocè a Itàlia, el Japó i Sud-àfrica.

## Principals amenaces
Tot i que mai ha estat caçat comercialment, n'hi ha constància que uns pocs exemplars foren capturats en operacions baleneres costaneres al Japó, Indonèsia, Taiwan, les Petites Antilles i Sri Lanka. A més, uns quants individus foren morts accidentalment amb xarxes d'emmallament a Sri Lanka, Taiwan, Califòrnia i, probablement, a altres indrets també (com ara, l'Atlàntic nord-oriental i el Pacífic nord). Un altre problema que sembla comú en aquesta espècie és la ingestió de plàstics, la qual cosa ocasiona el bloqueig del trànsit intestinal com va ser el cas d'un jove mascle encallat viu a l'illa de Galveston (Texas, els Estats Units) i que va morir 11 dies més tard a conseqüència de tindre els dos primers compartiments de l'estómac oclosos completament per bosses de plàstic. D'altra banda, aquesta espècie, com els zífids, és probable que sigui vulnerable als sons forts antropogènics com els generats pels sonars marins i les exploracions sísmiques. Finalment, hom creu que els efectes del canvi climàtic sobre el medi marí també poden afectar els catxalots pigmeus, però se'n desconeix l'abast exacte.

## Observacions
Hom creu que freqüenta les aigües fondes (la plataforma continental exterior i més enllà) a causa del seu règim alimentari i, en les molt rares observacions que se n'han fet a la mar, els individus sempre han estat trobats aïllats o en parelles. Gairebé cap espècimen ha pogut ésser mantingut amb vida en captivitat.